# 10007 Malytheatre
10007 Malytheatre (Provisorisk beteckning: 1976 YF3) är en asteroid i asteroidbältet, upptäckt 16 december 1976 av den ryska astronomen Ljudmila Tjernych vid Krims astrofysiska observatorium på Krim. Asteroiden har fått sitt namn efter Malyjteatern, den äldsta teatern i Moskva.